# اگلزتون
اگلزتون (به انگلیسی: Eggleston) یک روستا و محله مدنی در بریتانیا است که در County Durham واقع شده‌است. اگلزتون ۴۴۸ نفر جمعیت دارد.